# مطموط أسفاثا
مطموط أسفاثا (الاسم العلمي: Aspatha) هو جنس من الطيور وحيد النوع يتبع الفصيلة المطموطية من رتبة الشقراقيات.

## أنواع
يضم هذا الجنس نوعاً وحيداً هو:
- مطموط أزرق الحنجرة (الاسم العلمي:Aspatha gularis)